# Larroque-Toirac
 Larroque-Toirac  es una población y comuna francesa, situada en la región de Mediodía-Pirineos, departamento de Lot, en el distrito de Figeac y cantón de Cajarc.

## Demografía
| 159 | 152 | 160 | 161 | 132 | 135 |
| Para los censos de 1962 a 1999 la población legal corresponde a la población sin duplicidades (Fuente: INSEE [Consultar]) |     |     |     |     |     |